# Safia Kouri
Safia Kouri, née le 12 mai 1974, est une haltérophile algérienne.

## Carrière
Elle est médaillée de bronze à l'arraché et au total dans la catégorie des moins de 48 kg aux Jeux africains de 1999 à Johannesbourg puis remporte la médaille d'argent en moins de 48 kg aux Championnats d'Afrique d'haltérophilie 2000. Elle obtient la médaille d'or à l'arraché et la médaille de bronze à l'épaulé-jeté et au total en moins de 53 kg aux Championnats d'Afrique d'haltérophilie 2004.
Elle est médaillée d'argent au total aux championnats d'Afrique 2005.
Elle est médaillée de bronze à l'arraché, à l'épaulé-jeté et au total dans la catégorie des moins de 53 kg aux Jeux africains de 2007 à Alger. 
Aux Championnats d'Afrique d'haltérophilie 2008, elle est médaillée de bronze à l'épaulé-jeté dans la catégorie des moins de 53 kg.